# Thaumastoderma heideri
Thaumastoderma heideri är en djurart som tillhör fylumet bukhårsdjur, och som beskrevs av Adolf Remane 1926. Thaumastoderma heideri ingår i släktet Thaumastoderma och familjen Thaumastodermatidae. Arten är reproducerande i Sverige. Inga underarter finns listade i Catalogue of Life.